# Масонство на Кубе

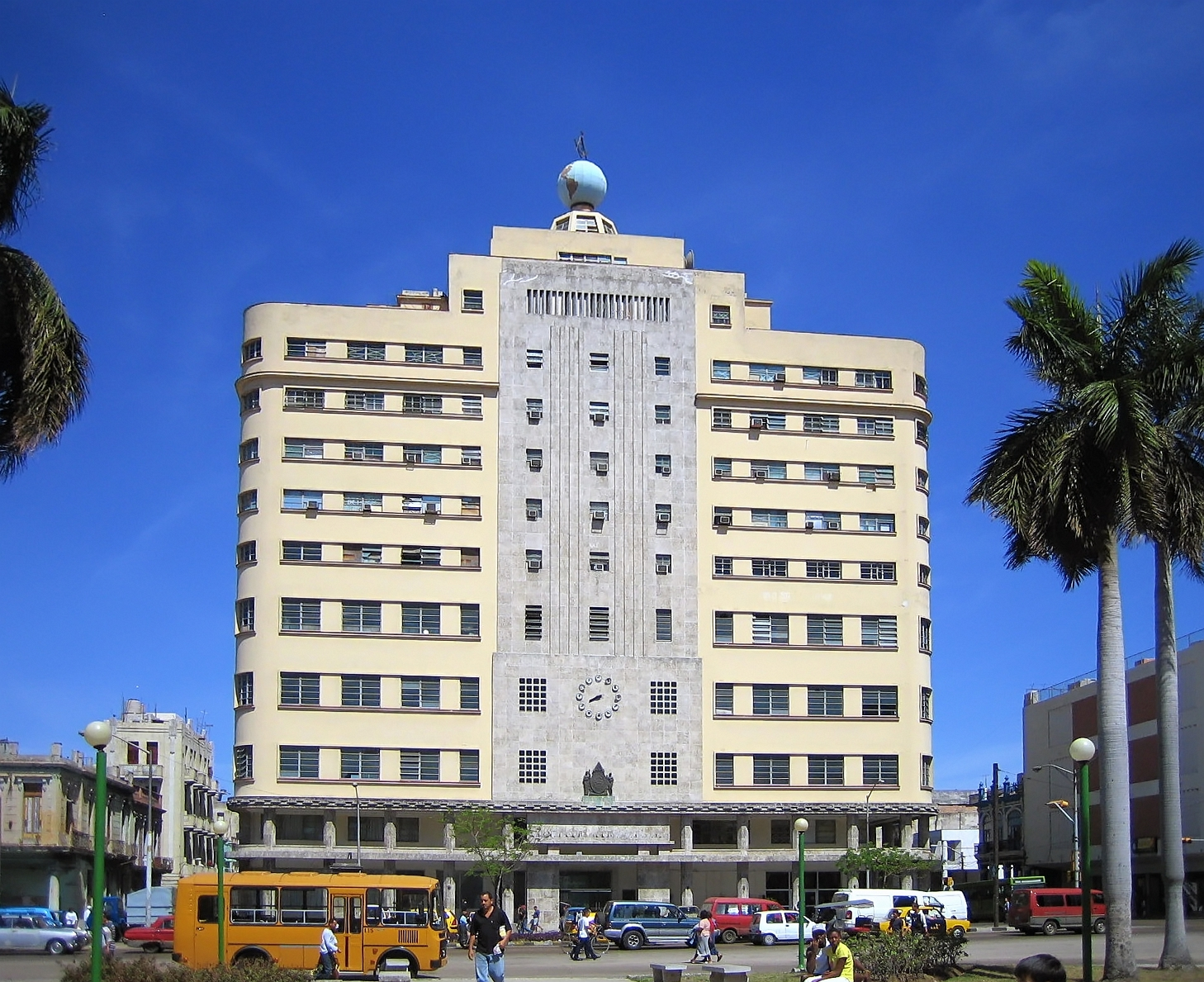
Бывший храм Великой ложи Кубы

История масонства на Кубе начинается в 1762 году с первых масонских церемоний членов ирландской ложи, после того, как британские войска завоевали Гавану. Также на развитие масонства на Кубе повлияла креольская буржуазия, которая пострадала от высоких ввозных и вывозных пошлин испанцев.

## В колониальную эпоху

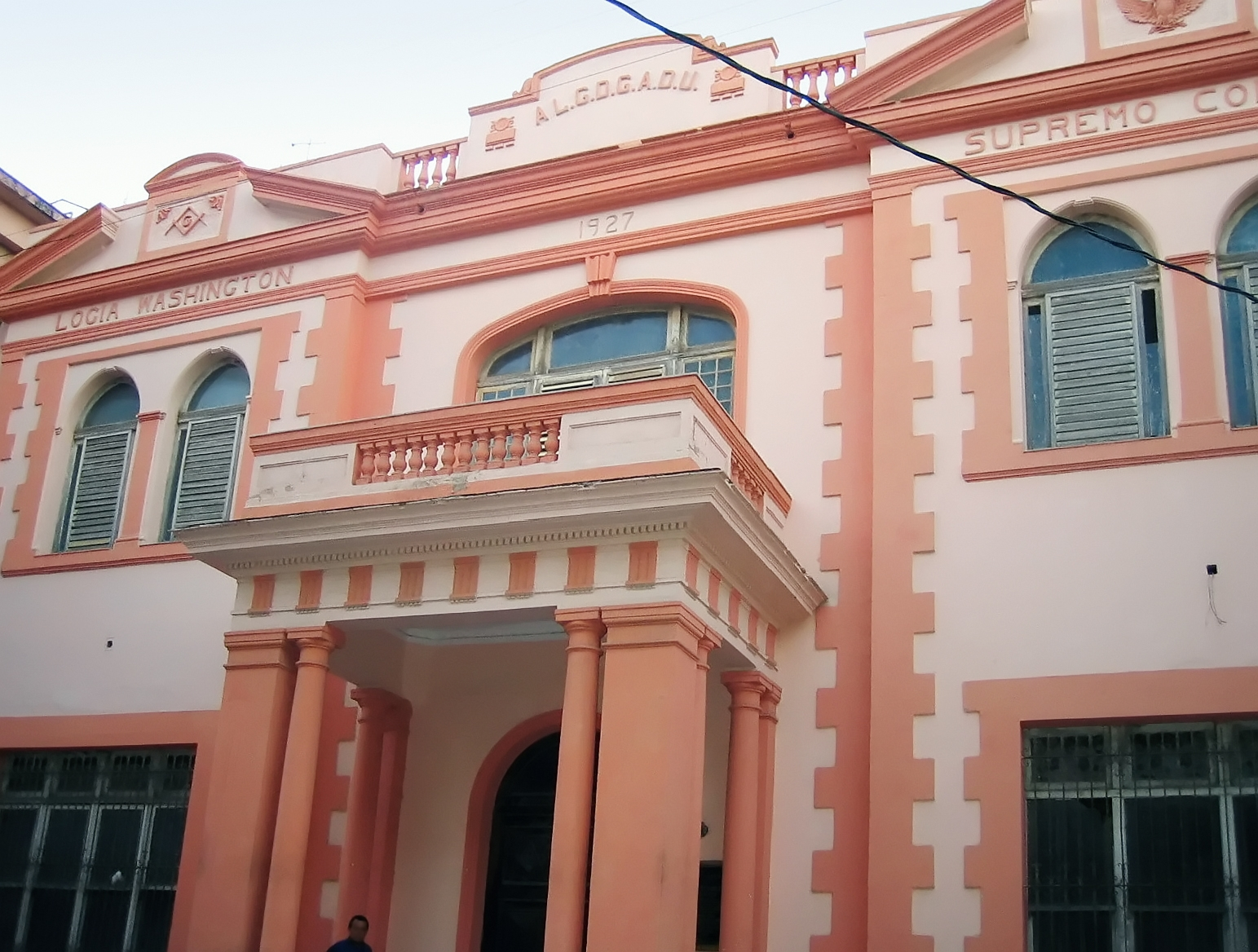
Ложа «Вашингтон»

Во время наполеоновских войн в Европе, между Францией и Великобританией, в 1791 году, Франсуа-Доминик Туссен Лувертюр присоединился к революции на Гаити, в результате чего многие французские колонисты сбежали на Кубу в 1791—1797 годах. В 1802 и 1803 годах они основали первые масонские ложи в Сантьяго-де-Куба.
В 1802 году, французский ювелир Жозеф Серно, член французской ложи «Réunion des Coeurs» в Порт-о-Пренсе, а позже основатель ложи «Cerneauismus» в Нью-Йорке, был вторым великим надзирателем Провинциальной великой ложи Санто-Доминго. После побега на Кубу он стал первым досточтимым мастером новой ложи «El Templo de las Virtudes Teologales» № 103, которая была основана в 1804 году по патенту Великой ложи Пенсильвании. С началом Пиренейских войн, в 1807 году, Жозеф Серно был исключен из состава своей ложи и сослан с острова из-за петиций к губернатору Кубы. Таким образом, он перебрался в США, где 16 января 1810 года в Вашингтоне был принят в ложу «Вашингтон» № 21.
В последующие годы, на Кубе, были созданы другие масонские ложи различными американскими великими ложами и Великим востоком Франции. С 1818 года французский генерал Луи де Клуо возглавил в Гаване консисторию 32 градуса ДПШУ. Кроме того, в результате совместных усилий, и на основе патента Великой ложи Луизианы и лож Великой ложи Южной Каролины, которые работали по Йоркскому уставу, была создана «Великая ложа йоркского устава».
Во времена царствования Фердинанда VII, начиная с 1814 года, по его приказу в Испании, начались гонения на масонов, их пытки и казни. Когда в 1824 году антимасонские действия приняли широкий размах, масонские работы были окончательно прекращены на Кубе.
После смерти Фердинанда VII, в 1833 году, масонство начало возрождаться в Испании, но с 1852 года оно снова подверглось преследованиям. При правительстве генерала Эспартеро Бальдомеро, с 1854 по июль 1856 года, масонство удалось ненадолго восстановить. Но вскоре масонские работы в Испании снова прекратились, до испанской революции 1868 года.

## Великая ложа Колумба
На Кубе, однако, в 1857 году был основан ареопаг 30 градуса (Рыцарь Кадош) ДПШУ. Эта дополнительная степень шотландского устава способствовала появлению лож «Fraternidad» и «Prudencia». Позднее к ним присоединилась регулярная ложа «Св. Андрея», патент которой выдала Великая ложа Южной Каролины, членами которой в основном были кубинцы, в том числе высшие должностные лица. Эти три ложи собрались в 1859 году и основали «Великую ложу Колумба» во главе с Андре Кассардом, кубинцем французского происхождения, который также стал известен, как отец масонства острова Куба, за его роль в возрождении братства на Кубе. В 1862 году, доктор Висенте Антонио де Кастро основал «Великий восток Кубы и Вест-Индии», с целью приведения масонства к регулярным принципам.
Хотя испанский король Амадей Савойский был масоном, он пришёл на Кубу с началом войны в 1868 году, и начал с преследования многих масонов, а великого мастера Великой ложи Колумба он заключил в тюрьму. Хосе Андрес Пуэнте Бадел был расстрелян как и многие другие, лишь потому, что он был масоном. Из-за преследований прервала работу Великая ложа Колумба, а после восстановления масонства, в 1871 году, Великая ложа Колумба была реорганизована в Великий восток Колумба, после чего он был признан Великим испанским востоком. Тем не менее, контакты с представителями американских великих лож, Рамоном Брю Лассусом, великим мастером Великого востока Колумба были официально запрещены. Причиной тому стало желание подавить попытки борьбы креолов против метрополии, основным ресурсом которой стал Великий восток Колумба. В том же году, этот инцидент был решён, однако, из-за этого Рамон Брю Лассус был отстранен от должности, поскольку он был обвинён в политических намерениях и личном обогащении.
Лозаннский конвент 1875 года прошёл с представителями кубинского масонства, и должен был привести к ряду важных соглашений по развитию масонства на Кубе. Верховный Совет Колумба был признан суверенным и независимым от Испании. Было также решено, что верховный совет не работает в трёх символических градусах — ученик, подмастерье, мастер. Это привело к соглашению о дружбе и взаимном признании между Верховным советом Колумба и Великой символической ложей Колумба.

## Великая ложа острова Куба
1 августа 1876 года Великая ложа острова Куба была основана Аурелио Альмейда-и-Гонсалесом на западе страны на основе взаимного признания с Великим испанским востоком. В 1878 году члены великой ложи были обвинены в бунте против испанского режима. В ответе великого мастера Грегорио Гонсалеса Амадора и великого секретаря Аурелио Алмейда говорилось, что после появления Занхонского договора не существует никакой власти над Великой ложей острова Куба со стороны Великого испанского востока.
В течение всего времени в масонские ложи вступали уважаемые политики, члены правительства, для которых была основана ложа «Obreros de la Luz». И в то же самое время члены революционного движения Хулио Сануильи вели подготовку к Малой войне (Guerra Chiquita). В подобных условиях были созданы ложи «Plus Ultra» и «Evolución».
После неуклонного сближения великих лож и реструктуризации символического масонства, в 1891 году, Великая ложа острова Кубы заняла место в качестве единой, символической и суверенной масонской организации. В 1892 году единственный верховный совет ДПШУ управлял дополнительными степенями масонства на Кубе.
С созданием республики, в 1902 году, масонство на Кубе стало развиваться намного интенсивнее. Три из пяти первых президентов Кубы были масонами: Томас Эстрада-и-Пальма, Хосе Мигель-и-Гомес и Херардо Мачадо-и-Моралес. Мачадо издал указ в 1929 году о том, что выделяет Великой ложе острова Куба государственную землю для строительства храма великой ложи. Также в этом храме должны были разместиться публичная библиотека и школа. На крыше здания располагалась небольшая колокольня, куда была помещена статуэтка символизирующая свободную мысль, и которая с приходом ночи зажигалась, как маяк.
В 1930 году в великой ложе было около 14 000 членов в 190 ложах, в 1950 году было примерно 20 000 членов в 258 ложах. В середине 1950-х годов произошло объединение Великой ложи острова Куба и Великой ложи Колумба. К 1959 году общее число масонов возросло до 35 000 членов в 339 ложах.

## После революции 1959 года
После революции 1959 года, часть масонов, членов революционного правительства, радикально поддержала революцию и преобразования, которые начались в стране. Это привело к расколу в кубинском масонстве. Действующий великий мастер Великой ложи Кубы бежал в США, как и великий секретарь, как и часть членов великой ложи, где они в 1961 году создали Великую ложу Кубы (в изгнании). После десятилетий разделения, великие мастера Великой ложи Кубы и Великой ложи Кубы (в изгнании) встретились в октябре 2013 года по вопросу воссоединения.
В начале 1990-х годов вырос среди кубинцев интерес к масонству, в то время как страна после краха коммунизма в Восточной Европе переживала тяжёлые кризисные времена. К 1991 году количество масонов на Кубе сократилось до 22 000 членов в 317 ложах, а затем увеличилось к 1999 году до 24 313 членов в 314 ложах. В 2014 году численность масонов Великой ложи Кубы достигла 29 000 человек. К примеру, в Германии на 82 млн жителей около 15 000 масонов, на Кубе, при численности около 11 млн жителей, более 29 000 масонов. Даже в среде оппозиционных политиков масонов, среди 75 диссидентов, которые были приговорены в 2003 году, в ходе кампании «Черная весна», к длительным срокам тюремного заключения, 12 являлись масонами.
Расходы на содержание для великой ложи были слишком большими, что могло привести к разорению казны великой ложи и потери библиотеки. По этой причине часть помещений была передана государственной телефонной компании.

### Ситуация с великим мастером Великой ложи Кубы
В марте 2011 года, государственные кубинские СМИ сообщили о том, что врач-педиатр Хосе Мануэль Кольера Венто, который является масоном с 1975 года, и который с 2000 года занимал должность великого мастера Великой ложи Кубы, активно работал [с 2000 года] в качестве двойного агента. Также Хосе Мануэль Кольера Венто проходил в Гаване в качестве свидетеля обвинения по делу против американского гражданина Алана Гросса, который был признан виновным в шпионаже и осуждён на 20 лет.